# مايك غرافيل
موريس روبرت «مايك» غرافيل (13 مايو 1930-26 يونيو 2021)؛ سياسي أمريكي، شغل منصب عضو مجلس شيوخ الولايات المتحدة في ألاسكا في الفترة بين عامي 1969-1981. وهو عضو في الحزب الديمقراطي، ترشح للرئاسة في انتخابات عام 2008 وفي انتخابات عام 2020.
وُلد وترعرع في سبرينغفيلد بولاية ماساتشوستس على يد آباء مهاجرين فرنسيين-كنديين، خدم غرافيل في الجيش الأمريكي في ألمانيا الغربية، وتخرج لاحقًا من كلية الدراسات العامة بجامعة كولومبيا. انتقل إلى ألاسكا في أواخر الخمسينيات من القرن العشرين، وأصبح مطورًا عقاريًا ودخل مجال السياسة. عمل في مجلس النواب في ألاسكا من عام 1963 إلى عام 1966 وأصبح أيضًا رئيس جلسات مجلس النواب في ألاسكا. انتُخب غرافيل لعضوية مجلس الشيوخ الأمريكي في عام 1968.
بصفته عضو مجلس شيوخ، أصبح غرافيل معروفًا على المستوى الوطني بمحاولاته القوية، التي باءت بالفشل، لوقف التجنيد خلال الحرب في فيتنام ووضعه أوراق البنتاغون في السجل العام في عام 1971، مخاطرا بنفسه. قام بحملة غير عادية للترشيح الديمقراطي في عام 1972 لمنصب نائب رئيس الولايات المتحدة، ثم لعب دورًا مهمًا في الحصول على موافقة الكونجرس فيما يخص خط أنابيب ألاسكا العابر في عام 1973. أُعيد انتخابه لمجلس الشيوخ في عام 1974، لكنه أنفر تدريجيًا ناخبيه في ألاسكا، وفشل في محاولته لولاية ثالثة في الانتخابات الأولية في عام 1980.
عاد غرافيل إلى المشاريع التجارية وواجه أوقاتًا عصيبة، إذ عانى من إفلاس الشركة وعلى الصعيد الشخصي وسط حالة صحية سيئة. كان داعية للديمقراطية المباشرة والمبادرة الوطنية.
بدأ غرافيل في عام 2006 بترشيح الحزب الديمقراطي لرئاسة الولايات المتحدة للترويج لتلك الأفكار. اكتسبت حملته اهتمامًا على الإنترنت وانتباهًا وطنيًا بسبب مظاهر النقاش القوية والفكاهية وغير التقليدية من الناحية السياسية خلال عام 2007، لكنه لم يجد سوى القليل من الدعم في استطلاعات الرأي الوطنية أو المؤتمرات الحزبية والانتخابات التمهيدية لعام 2008. في مارس 2008، غادر الحزب الديمقراطي وانضم إلى الحزب التحرري للتنافس على ترشيحه للرئاسة وإدراج المبادرة الوطنية في البرنامج التحرري. في المؤتمر الوطني الليبرالي لعام 2008، فشل في كلتا المرتين. أصبح فيما بعد مسؤولًا تنفيذيًا لشركة منتجات الماريجوانا واستمر في التعبير علنًا عن مختلف القضايا السياسية والمرشحين.
بادئًا محاولته في أبريل 2019، ترشح غرافيل للرئاسة مرة أخرى في انتخابات عام 2020، في حملة صُممت كمشروع ديمقراطي وليست بهدف الفوز. بعد إخفاقه في التأهل لأول مناظرة رئاسية ديمقراطية، حقق العتبة الدنيا من المانحين أصواتهم له في المناظرة الثانية عبر تلقيه أكثر من 65000 تبرع، لكنه لم يستوف عتبة الاقتراع، وانتهت الحملة بعد ذلك بوقت قصير.

## القضايا النووية والحرب الباردة
في أواخر الستينيات وأوائل السبعينيات من القرن العشرين، كانت وزارة الدفاع الأمريكية تُجري اختبارات على الصاروخ النووي المضاد للصواريخ الباليستية. خُطط لاختبارين، وهما «ميرلو» و«كانيكين»، يتضمن كل منهما تفجير قنابل نووية تحت جزيرة أمشيتكا في ألاسكا. كان اختبار ميرلو عبارة عن تمرين لمعايرة الميجاطن الواحد من أجل اختبار كانيكين الثاني والأكبر بخمسة ميجاطن، والذي سيقيس فعالية الصواريخ. عارض غرافيل الاختبارات. قبل إجراء اختبار ميرلو في أكتوبر 1969، كتب أن هناك مخاطر كبيرة من الزلازل وغيرها من العواقب الضارة ودعا إلى تشكيل لجنة وطنية مستقلة معنية بالسلامة النووية والزلزالية؛ ثم ناشد الرئيس نيكسون شخصيًا بالتوقف الاختبار.
بعد إجراء ميرلو، كان هناك ضغط مستمر من جانب المجموعات البيئية ضد المضي قدمًا في اختبار كانيكين، في حين ادعى اتحاد العلماء الأمريكيين أن الصاروخ الذي اخُتبر أصبح قديمًا. في مايو 1971، أرسل غرافيل خطابًا إلى الجلسات التي عقدتها لجنة الطاقة الذرية الأمريكية في أنكوراج والتي قال فيها إن خطر الاختبار لا يستحق القيام به. في نهاية المطاف، قامت مجموعة لا تشمل غرافيل بإحالة القضية إلى المحكمة العليا في الولايات المتحدة، والتي رفضت إصدار أمر قضائي ضدها، وأُجري اختبار كانيكين كما هو مقرر في نوفمبر 1971. فشل غرافيل في إيقاف الاختبارات (على الرغم من ادعاءاته اللاحقة خلال حملته الرئاسية لعام 2008).
في عام 1971، صوّت غرافيل ضد نظام الصواريخ المضادة للصواريخ الباليستية الذي اقترحته إدارة نيكسون، وهو برنامج الحماية الوقائي، بعد تردده في السابق حول هذه القضية، مما يشير إلى أنه لربما كان مستعدًا لدعم البرنامج مقابل فتح الأراضي الفيدرالية في ألاسكا لعمليات التنقيب الخاصة عن النفط. أبعد تصويته السناتور هنري «سكوب» جاكسون، الذي جمع الأموال اللازمة لحملة غرافيل الأولية.
اعتُبرت الطاقة النووية بديلًا نظيفًا بيئيًا للتوليد التجاري للكهرباء وكانت جزءًا من سياسة وطنية شعبية للاستخدام السلمي للطاقة الذرية في الخمسينيات والستينيات من القرن العشرين. عارض غرافيل هذه السياسة علانية، فإلى جانب مخاطر التجارب النووية، كان ناقدًا صريحًا للجنة الطاقة الذرية والتي أشرفت على المحاولات النووية الأمريكية ولجنة الكونغرس الأمريكية المشتركة القوية المعنية بالطاقة الذرية، والتي كان لها قيود على السياسة النووية وحاول غرافيل التحايل حولها. في عام 1971، رعى غرافيل مشروع قانون لفرض حظر على بناء محطات الطاقة النووية وجعل مرافق الطاقة مسؤولة عن أي حوادث نووية، وفي عام 1975 كان لا يزال يقترح وقفًا مماثلًا. بحلول عام 1974، كان غرافيل متحالفًا مع منظمة رالف نادر في معارضة الطاقة النووية.
قبل ستة أشهر من المهمة السرية لوزير الخارجية الأمريكي هنري كيسنجر في يوليو عام 1971 إلى جمهورية الصين الشعبية، قدم غرافيل تشريعًا للاعتراف بالعلاقات مع الصين وتطبيعها، بما في ذلك اقتراح لمحادثات حول العملة بين جمهورية الصين الشعبية وجمهورية الصين (تايوان) فيما يخص المقعد الصيني في مجلس أمن الأمم المتحدة. كرر موقفه المؤيد لصالح التقدير، مع أربعة أعضاء آخرين في مجلس الشيوخ، خلال جلسات استماع في مجلس الشيوخ في يونيو 1971.

## السياسة المحلية
في عام 1970، شارك غرافيل في رعاية تشريع لوضع حد أدنى مضمون للدخل، مما يمنح الأسر الفقيرة ما يصل إلى 6,300 دولار في السنة (أي ما يعادل 42,000 دولار في عام 2019 بعد تعديل التضخم). وصوت فيما بعد لصالح برنامج «مكافأة العمل»، إذ سيحق للعائلات العاملة ذات الدخل المنخفض والتي لديها أطفال معالين إذا كانوا يدفعون ضرائب الضمان الاجتماعي أو تقاعد السكك الحديدية إلى الحصول على مكافأة غير خاضعة للضريبة تصل إلى 10 في المئة من أجورهم. دعم غرافيل أيضًا توسيع نطاق الضمان الاجتماعي ليشمل جميع الموظفين الفيدراليين، وقدم مشروع قانون لإصلاح تمويل الحملة في عام 1971 والذي كان من شأنه أن يسنّ قوانين للكشف الكامل عن تمويل الحملة وفرض قيود على التبرعات الكبيرة والإنفاق على وسائل الإعلام والإنفاق الفردي للمرشح.

## إعادة انتخابه لمجلس الشيوخ في عام 1974
قبل عدة سنوات، تكهن سياسيون من ألاسكا بأن غرافيل سيواجه صعوبة في الحصول على إعادة ترشيح وانتخابه عند انتهاء فترة ولايته الأولى، بالنظر إلى أنّه انتُخب في الأصل دون أساس تنظيم حزبي وكان يميل إلى التركيز على القضايا الوطنية بدلاً من التركيز على القضايا المحلية.
ومع ذلك، بعد تلقي الدعم من القادة العماليين على الصعيدين الوطني والمحلي، وضمان الحصول على المخصصات الرئيسية، وإنتاج إعلان تلفزيوني لكل نصف ساعة، أُعيد انتخاب غرافيل في مجلس الشيوخ في عام 1974، حيث حصل على 58 في المئة من الأصوات مقابل 42 في المئة من الأصوات لصالح عضو مجلس الشيوخ الجمهوري سي. آر. لويس، الذي كان مسؤولًا وطنيًا في جمعية جون بيرش.

## وفاته
توفي بسبب الورم النخاعي المتعدد في 26 يونيو 2021 في مقر إقامته في سيسيدي في ولاية كاليفورنيا، عن عمر ناهز 91 عامًا.

## روابط خارجية
- مايك غرافيل على موقع الموسوعة البريطانية (الإنجليزية)
- مايك غرافيل على موقع إن إن دي بي (الإنجليزية)